# Archanara arundineta
Archanara arundineta là một loài bướm đêm trong họ Noctuidae.